# Formuła Abarth
| Formuła Abarth          | Formuła Abarth      |
| ----------------------- | ------------------- |
| Kategoria               | Wyścigi samochodowe |
| Region                  | Europa              |
| Pierwszy sezon          | 2005                |
| Nadwozie                | Tatuus              |
| Silnik                  | FTP                 |
| Opony                   | Kumho               |
| Obecny mistrz kierowców | Alessio Rovera      |
| Obecny mistrz zespołów  | Cram Motorsport     |

Formuła Abarth (dawniej Formuła Azzurra) – seria wyścigowa samochodów jednomiejscowych organizowana w Europie od 2005 roku. Od 2010 roku seria jest organizowana przez Abarth we współpracy z Ferrari Driver Academy. 

## Mistrzostwa
Formuła Azzurra istniała w latach 2005-2009 i była przeznaczona jedynie dla włoskich kierowców. W 2010 roku serię przemianowano na Formułę Abarth, a rozgrywki początkowo nie różniły się od poprzedniej serii, poza tym, że dopuszczono kierowców spoza Włoch. W latach 2011–2012 w ramach serii były organizowane dwa cykle: włoski i europejski. Jednak w każdym obowiązywały również konkretne ograniczenia wiekowe. W edycji europejskiej byli klasyfikowani jedynie kierowcy pomiędzy 15 a 21 rokiem życia, którzy wcześniej nie uczestniczyli w żadnej serii z cyklu Formuły 3, bądź w wyższej serii wyścigowej. Aby zespół został sklasyfikowany wymagano odpowiedniej licencji na sezon oraz aby kierowca tego zespołu był klasyfikowany. Jedynie najwyżej uplasowany kierowca zdobywał punkty dla zespołu. W edycji włoskiej obowiązywały te same zasady, co w europejskiej, z tymże kryterium wiekowe ograniczono do 19 roku życia. Dla kierowców w wieku 20-23 lat stworzono Trofeum Narodowe. W 2013 roku nastąpiło połączenie obu cykli. 

## System punktowy
- Pole position do pierwszego i trzeciego wyścigu (głównych wyścigów): 1 punkt (z wyjątkiem Trofeum Narodowego)

| Wyścig         | Pozycja | Pozycja | Pozycja | Pozycja | Pozycja | Pozycja | Pozycja | Pozycja | Pozycja | Pozycja |
| Wyścig         | 1st     | 2nd     | 3rd     | 4th     | 5th     | 6th     | 7th     | 8th     | 9th     | 10th    |
| -------------- | ------- | ------- | ------- | ------- | ------- | ------- | ------- | ------- | ------- | ------- |
| Główne wyścigi | 20      | 15      | 12      | 10      | 8       | 5       | 4       | 3       | 2       | 1       |
| Sprint         | 13      | 11      | 9       | 7       | 6       | 5       | 4       | 3       | 2       | 1       |

- Najszybsze okrążenie: 1 punkt w każdym wyścigu (z wyjątkiem Trofeum Narodowego)

## Mistrzowie

### Formuła Azzurra
| Sezon | Mistrz              | Zespół         |
| ----- | ------------------- | -------------- |
| 2005  | Davide Rigon        | Europa Corse   |
| 2006  | Giuseppe Termine    | CO2 Motorsport |
| 2007  | Salvatore Cicatelli | PKF Racing     |
| 2008  | Edoardo Liberati    | MG Motorsport  |
| 2009  | Alberto Cerqui      | MG Motorsport  |

### Formuła Abarth
| Sezon | Mistrz                        | 2. miejsce          | 3. miejsce         | Zespół                    | Trofeum Narodowe/ Mistrz debiutantów         |
| ----- | ----------------------------- | ------------------- | ------------------ | ------------------------- | -------------------------------------------- |
| 2010  | Brandon Maïsano               | Patric Niederhauser | Raffaele Marciello | Prema Junior              | Simone Iaquinta                              |
| 2011  | Włoska: Patric Niederhauser   | Siergiej Sirotkin   | Michael Heche      | Jenzer Motorsport         | Yoshitaka Kuroda                             |
| 2011  | Europejska: Siergiej Sirotkin | Patric Niederhauser | Michael Heche      | Jenzer Motorsport         | Gerrard Barrabeig                            |
| 2012  | Włoska: Nicolas Costa         | Luca Ghiotto        | Bruno Bonifacio    | Euronova Racing by Fortec | nie przyznawano                              |
| 2012  | Europejska: Nicolas Costa     | Luca Ghiotto        | Emanuele Zonzini   | Euronova Racing by Fortec | Santiago Urrutia                             |
| 2013  | Alessio Rovera                | Michele Beretta     | Simone Iaquinta    | Cram Motorsport           | NT: Siergiej Trofimow Rookie: Alessio Rovera |